# Trismus (médecine)
Pour les articles homonymes, voir Trismus.
 Mise en garde médicale
Le trismus est la contraction constante et involontaire des muscles de la mâchoire (muscles ptérygoïdiens et masséter), qui diminue voire empêche l'ouverture de la bouche. Elle disparaît sous anesthésie générale, contrairement à la constriction, puisque dans ce dernier cas, l'ouverture de la bouche reste mécaniquement impossible.
L'ouverture buccale normale est de trois doigts. Lors d'un trismus, elle peut être diminuée à un doigt, voire aucun.
La chirurgie correctrice du trismus s'appelle la « coronoïdectomie »,.

## Étiologie
- Angine : le trismus est un signe fréquent de l'angine compliquée d'un phlegmon-péri-amygdalien ;
- Tétanos: le trismus est un signe précoce d'une infection par le tétanos ;
- Rougeole ;
- Rage ;
- Arthrite temporo-maxillaire : le trismus est très fréquent dans toutes les infections d'origine dentaire ;
- Fracture de la mandibule ;
- Cellulite d'origine généralement dentaire, cause la plus fréquente ;
- Infection locale ;
- Prise de certains stupéfiants (amphétamines) ;
- Il est fréquent aussi après avulsion de dents de sagesse incluses. Dans ce cas il n'est pas lié à une infection mais à une inflammation, phase initiale normale de la cicatrisation ;
- Effet secondaire d'un traitement constitué de neuroleptiques ;
- Coma hypoglycémique ;
- Artérite temporale (maladie de Horton) ; associé ou non à des douleurs mandibulaires ;
- Infection virale (notamment par le parvovirus B19, entraînant des douleurs articulaires chez l'adulte) ;
- Symptôme post-anesthésique lorsque celle-ci est réalisée à l'épine de Spix ;
- Prise de certaines drogues empathogènes telles que la MDMA, le méthylphénidate et la cocaïne ;
- Empoisonnement à la ciguë aquatique (Cicuta virosa).